# 원귀임
원귀임 마리아(元貴任, 1819년 ~ 1839년 7월 20일)은 조선의 천주교 박해 때에 순교한 한국 천주교의 103위 성인 중에 한 사람이다. 세례명은 마리아(Maria)이다.

## 생애
원귀임은 1819년에 경기도 고양군 용머리에서 태어났다. 그녀는 어릴 때 어머니를 여의고, 음식을 구걸하며 방랑하는 아버지를 따라다녔다. 그녀가 아홉 살이 되었을 때, 한양에 사는 독실한 천주교 신자인 고모 원 루치아가 그녀를 데려다 기도문과 교리를 가르쳤다. 고모는 원귀임이 스스로 생계를 잇도록 하기 위해 그녀에게 수 놓는 법을 가르쳤다. 원귀임은 매우 총명하고 상냥했으며 신심 깊었다. 그녀의 고모는 원귀임의 신앙심과 충실함을 자랑스러워했다. 원귀임은 15세에 세례를 받았다. 그 후 곧 그녀에게 혼처가 들어왔다. 그러나, 그녀는 하느님께 자신을 바치기를 원했으므로, 결혼하기를 거부했다. 이듬해에 그녀는 시집간 여자처럼 머리를 올려 쪽머리를 했다.
1939년 기해년에 박해가 시작되고, 2월에 포졸들이 그녀의 집을 습격했을 때 재빨리 피신하였지만, 얼마 못 가 거리에서 그녀를 알아본 이웃에게 천주교임을 고발 당해 체포되었다. 그녀가 투옥되고 처음에는 조금 낙심해 보였다. 그러나, 그녀는 모든 것은 하느님의 뜻에 따르는 것이라 생각하고 이내 평온함을 찾았다.
그녀는 포장에게 심문을 받았다. "네가 천주교 신자냐?" "예, 그렇습니다. 당신께서 말씀하신 대로입니다." "천주를 버려라. 그러면 너는 구해질 것이다." "저는 하느님을 숭배하여 제 영혼을 구하기를 원합니다. 만일 제가 죽어야 한다면, 제 영혼을 구해주실 하느님을 위하여 죽겠습니다."
극심한 주뢰형으로 그녀의 다리는 뒤틀려 있었으며 그녀는 계속해서 매질을 당했다. 그녀의 뼈 여러 곳이 탈구되었지만, 그녀의 신앙은 흔들리지 않았다. 그녀는 형조로 이송되어서도 여러 차례의 가혹한 형벌과 고문에도 불구하고 일관된 마음으로 신앙을 증언하였다. 감옥에서 그녀도 다른 죄수들과 마찬가지로 배고픔과 목마름 그리고 더러움 등으로 고통받았으며 약 5개월간의 갖은 옥고 끝에 사형을 선고 받았다.
《승정원일기》에 따르면, 그녀는 1939년 7월 20일에 서소문 밖에서 일곱 명의 교우와 함께 참수되었다고 한다. 그녀가 순교의 영관을 썼을 때, 그녀의 나이는 21세였다.

## 시복·시성
원귀임 마리아는 1925년 7월 5일에 로마 성 베드로 광장에서 교황 비오 11세가 집전한 79위 시복식을 통해 복자 품에 올랐고, 1984년 5월 6일에 서울특별시 여의도에서 한국 천주교 창립 200주년을 기념하여 방한한 교황 요한 바오로 2세가 집전한 미사 중 이뤄진 103위 시성식을 통해 성인 품에 올랐다.

## 참고 문헌
- (영어) Catholic Bishop's Conference Of Korea: 103 Martryr Saints 원귀임 마리아 Maria Won Kwi-im 보관됨 2014-10-06 - 웨이백 머신